# Mesochorus boliviensis
Mesochorus boliviensis är en stekelart som beskrevs av Dasch 1974. Mesochorus boliviensis ingår i släktet Mesochorus och familjen brokparasitsteklar. Inga underarter finns listade i Catalogue of Life.